# Quang Trung, thành phố Kon Tum
Quang Trung là một phường thuộc thành phố Kon Tum, tỉnh Kon Tum, Việt Nam.

## Địa lý
Phường Quang Trung nằm ở trung tâm của thành phố Kon Tum, có vị trí địa lý:
- Phía đông giáp phường Thắng Lợi
- Phía tây giáp phường Ngô Mây và xã Vinh Quang
- Phía nam giáp phường Quyết Thắng
- Phía bắc giáp phường Duy Tân và phường Trường Chinh.

Phường Quang Trung có diện tích 3,58 km², dân số năm 2020 là 18.807 người, mật độ dân số đạt 5.253 người/km².

## Hành chính
Phường Quang Trung được chia thành 12 tổ dân phố: 1, 2, 3, 4, 5, 6, 7, 8, 9, 10, 11, 12 và 2 thôn: Plei Don, Plei Tơ Nghia.

## Lịch sử
Ngày 6 tháng 12 năm 1990, Ban Tổ chức Chính phủ ban hành Quyết định số 543/TCCB-CP về việc thành lập phường Quang Trung trên cơ sở một phần diện tích và dân số của phường Quyết Thắng.
Ngày 3 tháng 9 năm 1998, Chính phủ ban hành Nghị định số 69/1998/NĐ-CP về việc:
- Điều chỉnh 274 ha diện tích tự nhiên và 4.056 nhân khẩu của xã Vinh Quang về phường Quang Trung.
- Thành lập phường Duy Tân trên cơ sở 545,5 ha diện tích tự nhiên và 3.436 nhân khẩu của phường Quang Trung.

Sau khi điều chỉnh địa giới hành chính, phường Quang Trung có 414 ha diện tích tự nhiên và 8.421 nhân khẩu.
Ngày 10 tháng 4 năm 2009, Chính phủ ban hành Nghị định 15/NĐ-CP về việc thành lập thành phố Kon Tum thuộc tỉnh Kon Tum. Phường Quang Trung trực thuộc thành phố Kon Tum.
Ngày 30 tháng 12 năm 2019, Hội đồng nhân dân tỉnh Kon Tum ban hành Nghị quyết số 66/NQ-HĐND về việc:
- Sáp nhập TDP 2 vào TDP 1
- Sáp nhập 125 hộ TDP 4 và TDP 3 thành TDP 2
- Sáp nhập 30 hộ TDP 4 và TDP 17 thành TDP 3
- Sáp nhập 10 hộ TDP 9, TDP 5 và TDP 6 thành TDP 4
- Sáp nhập 178 hộ TDP 9 và 145 hộ TDP 7 thành TDP 5
- Sáp nhập 119 hộ TDP 7 và TDP 8 thành TDP 6
- Sáp nhập TDP 10 và TDP 11 thành TDP 7
- Đổi tên TDP 12 thành TDP 8
- Đổi tên TDP 13 thành TDP 9
- Đổi tên TDP 14 thành TDP 10
- Đổi tên TDP 16 thành TDP 11
- Đổi tên TDP 15 thành TDP 12.